# Dymitr Jerzy Wiśniowiecki
Dymitr Jerzy Wiśniowiecki (9 décembre 1631-28 juillet 1682), magnat polonais, grand garde de la Couronne (1658), hetman de la Couronne (1668), grand hetman (1676), voïvode de Belz (1660-1678) et Cracovie (1678-1681), castellan de Cracovie (1681), staroste de Bila Tserkva, Krzemieniec, Solec, Kamianka-Bouzka, Braha et Luboml.

## Biographie
Il est le fils de Janusz Wiśniowiecki, grand écuyer royal et staroste de Kremenets, et de Katarzyna Eugenia Tyszkiewiczówna (pl).
Après quelques années d'études à l'université de Cracovie, il prend part à la guerre contre le soulèvement de Khmelnytsky et participe au siège de Zbaraż (en) (1649) et aux batailles de Berestetchko (1651), Żwaniec (1653) et Ochmatów (1655).
Au début de la période du "Deluge", il est commande escadron de Hussards et de Pancerni à la bataille de Wojnicz (en) 2 octobre 1655, mais très vite il passe à l'ennemi et sert sous les ordres de Charles X Gustave de Suède. En février 1656, il est de retour dans les rangs de l'armée de la Couronne et combat avec le grade de Pulkownik (colonel) de la cavalerie au siège de Varsovie (en) (1656).
En 1657, il participe aux batailles contre Georges II Rákóczi et au siège de Toruń (en) en 1658. En 1660, lors de la campagne ukrainienne, il participe aux batailles de Tchoudniv et de Lioubar. En 1658, il est nommé garde de la couronne, et en 1660, en tant que voïvode de Belz, il entre au Sénat.
Pendant la rébellion de Lubomirski (en), il soutient le roi. Au printemps 1668, il est nommé hetman de la Couronne. Dans la guerre qui oppose la République de Deux Nations aux Cosaques et aux Tatars (1666-1671), il participe aux batailles de Bracław, Bar et Mohyłów. Lors de l'élection en 1669, il soutient la candidature de son cousin Michał Wiśniowiecki.
Dans la bataille de Khotin, le 11 novembre 1673, il commande un régiment de cavalerie. Lors de l'élection royale de 1674, il soutient la candidature du prince Charles-Alexandre de Lorraine, mais c'est Jean III Sobieski qui est élu. En 1676 il est promu grand hetman de la Couronne. Il ne se montre pas un leader exceptionnel et disparait dans l'ombre du nouveau roi avec qui il entre très rapidement en conflit. Partisan des Habsbourg il s'oppose notamment à un rapprochement avec la France. Malgré cela, en 1679, il est nommé gouverneur de la province, puis castellan de Cracovie, devenant ainsi le premier sénateur de la République.
Tout au long de sa vie, Wiśniowiecki a amassé une fortune considérable pour devenir un des plus puissants magnats de la République.

## Mariages et descendance
Dymitr Jerzy Wiśniowiecki épouse Marianna Zamoyska (en), fille de Zdzisław Jan Zamoyski (en) qui lui donne deux enfants:
- Zofia Wisniowiecka (1655-1681), mariée au voïvode de Podlasie, Wacław Leszczyński.
- Eugenia Katarzyna Wisniowiecka (morte vers 1681), mariée au voïvode de Podole Stanisław Koniecpolski (en).

Il se marie ensuite avec la princesse Teofila Ludwika Zasławska (en), fille du prince Władysław Dominik Zasławski et nièce du roi Jean III Sobieski.

## Sources
- Notice dans un dictionnaire ou une encyclopédie généraliste :   - Internetowa encyklopedia PWN
- Notices d'autorité :   - VIAF
  - ISNI
  - Pologne
  - NUKAT

- (en) Cet article est partiellement ou en totalité issu de l’article de Wikipédia en anglais intitulé « Dymitr Jerzy Wiśniowiecki » (voir la liste des auteurs).